# Ming zhong zhu ding wo ai ni
Ming zhong zhu ding wo ai ni (cinese tradizionale: 命中注定我愛你; cinese semplificato: 命中注定我爱你; titolo internazionale: Fated to Love You), conosciuto anche come You're My Destiny, Sticky Note Girl o Destiny Love, è una commedia romantica taiwanese i cui protagonisti sono Chen Qiao En ed Ethan Ruan. È stato messo in onda la prima volta il 16 marzo 2008. La media degli ascolti è stata dell'8.13%.
Dall'opera taiwanese sono stati realizzati due riadattamenti, uno coreano nel 2014 dal titolo Unmyeongcheoreom neol saranghae e uno thailandese nel 2017 dal nome Tur keu prom likit. Per il 2020 è prevista la messa in onda di un terzo remake cinese.

## Trama
Chen Xin Yi è una giovane impiegata che non sa dire di no alle richieste degli altri pur di ottenere un po' di considerazione. Ji Cun Xi, invece, è  l'erede di un impero finanziario di prodotti di pulizia e bellezza. Entrambi si trovano sulla stessa nave da crociera, lei per riconciliarsi col fidanzato e lui per proporsi alla ballerina classica Anna, sua fidanzata storica, ma per entrambi le cose non vanno come si aspettavano, Xin Yi, infatti, scopre il fidanzato a corteggiare un'altra donna, mentre Anna non si presenta all'appuntamento per partire subito su un volo per New York dove ha ottenuto la parte di Odette nel Lago dei cigni.
Intontita dai farmaci per il raffreddore e dal numero della porta rotto, Xin Yi finisce nella stanza di Cun Xi, il quale, ubriaco, la scambia per Anna e i due fanno l'amore insieme, salvo poi scoprire la mattina dopo che non era il rispettivo partner quello con cui avevano giaciuto.
La notte trascorsa insieme, però, non è priva di conseguenze e Xin Yi scopre di essere incinta di un bimbo, i due decidono di sbarazzarsene, salvo poi ripensarci e tenerlo e, per volere della nonna di Cun Xi, si sposano. Xin Yi viene introdotta in società, dove la sua ingenuità le fa fare molti passi falsi. 
A complicare le cose subentra nuovamente Anna, ignara di quanto accaduto a Cun Xi, che decide di tornare a Taiwan dopo un incidente causato da un'altra ballerina e di sposarsi con Cun Xi. Appreso l'accaduto inizia a pensare ad un modo per separare i due.
Nel frattempo Cun Xi, che è ancora innamorato di Anna nonostante inizi a sentire qualcosa anche per Xin Yi, propone alla moglie di divorziare dopo la nascita del bimbo lasciando il piccolo alle cure sue e di Anna e a lei  di riottenere la sua vita normale e questo ferisce profondamente Xin Yi.
Sfruttando a suo vantaggio la situazione Anna consegna a Xin Yi un modulo di richiesta d'aborto, dicendole che si tratta di una richiesta di Cun Xi, amareggiata Xin Yi non accetta, ma perde ogni fiducia nel marito. A peggiorarle ulteriormente subentra un incidente stradale nel quale Xin Yi perde il bambino e decide quindi di allontanarsi dalla famiglia Ji, nella quale si sente ora un'estranea che abusa del suo ruolo vista la sua nuova condizione.
Aiutata da Dylan, il fratello adottivo di Cun Xi e a sua volta innamorato di Xin Yi, scappa a Shanghai dove si ricostruisce una vita col nome di Elaine e coltiva la sua passione per la ceramica diventando un'artista, anche Cun Xi acquista senza saperlo una sua opera. Nel frattempo Dylan la corteggia, ma nonostante l'affetto nei suoi confronti Xin Yi lo rifiuta, incapace di ricambiarlo del tutto senza però ammettere di provare ancora qualcosa per l'ex marito che nel frattempo sta per risposarsi con Anna.
Poco prima delle nozze Cun Xi apprende da una registrazione del modulo d'aborto consegnato da Anna, deluso lascia la ballerina per chiarire con Xin Yi invitandola a cena, ma purtroppo Anna ha un incidente e cade nel lago e viene fortunosamente salvata da Dylan che ha scoperto che la ragazza è in realtà la sua sorellina biologica da cui era stato separato e, desideroso di proteggerla, chiede a Cun Xi di rimanerle al fianco e aiutarla per uscire dalla depressione; Xin yi, giunta al momento sbagliato in ospedale, equivoca nuovamente e pensa che Cun Xi e Anna si siano rimessi insieme e se ne va amareggiata e nuovamente delusa.
Solo il ritrovamento di un iPod con una registrazione in cui due anni prima Cun Xi aveva parlato dei propri sentimenti la convince a dargli nuovamente una possibilità. Tra mille disavventure i due finiranno finalmente per chiarirsi e ritornare insieme. Il loro matrimonio è però nuovamente messo in discussione dall'esito delle analisi di Xin Yi che risulta sterile a causa dell'aborto subito e quindi inadeguata a sposare Cun Xi, che ha il dovere di dare alla famiglia un erede. Xin Yi lo lascia senza spiegargli la ragione e solo l'intermediazione di sua madre, che porterà le analisi a Cun Xi rivelandogli il motivo della separazione, rimetterà in moto il meccanismo: utilizzando la richiesta di divorzio ancora in sospeso Cun Xi riuscirà a trascinare Xin Yi fino in chiesa con uno stratagemma e convincerla a sposarlo veramente.
L'esito delle analisi grava però ancora sulla serenità della coppia, mentre Cun Xi pare aver accettato la cosa, Xin Yi ne è oppressa sentendosi invidiosa delle altre donne incinte, sarà nuovamente la pacatezza di Cun Xi e il suo amore incondizionato a rasserenarla. Gli antenati della famiglia Ji garantiscono ai due un desiderio e Xin Yi finalmente concepisce e si scopre che il centro che aveva fatto le sue analisi era una truffa per spillare soldi ai clienti con la prospettiva di sconti e offerte sulle cure per le malattie che inventavano. Cun Xi e Xin Yi daranno poi alla luce il piccolo Ji Niam Rei.

## Cast
- Ethan Ruan: Ji Cun Xi / 紀存希 (Steven Ji)
- Chen Qiao En: Chen Xin Yi / Elaine / 陳欣怡 (Cindy Chen)
- Baron Chen: Dylan / Dai Jian Ren (Kenneth Dai)
- Bianca Bai: Anna / Shi An Na / Dai Xin Yi (Anna Shi / Cindy Dai)
- Tan Ai Zhen: Ji Wang Zhen Zhu / 紀汪珍珠 (Nonna / Guanda Ji)
- Patrick Li: Gu Chi / 古馳 (Richie)
- Wang Juan: Ji Liu Xiu Ling / 紀劉秀玲
- Tian Jia Da: Ji Zheng Ren / 紀正人 (Darren Ji)
- Na Wei Xun: Anson
- Luo Bei An: Wu Liu Liu / 烏溜溜 (Lucio Wu)
- Wei Min Ge: Wu Qi Qi / 烏柒柒 (Jojo Wu)
- Lin Mei Xiu: Chen Lin Xi Shi / 陳林西施 (Cynthia Chen)
- Jessica Song: Chen Qing Xia / 陳青霞 (Lindsey Chen)
- Zhong Xin Ling: Chen Feng Jiao / 陳鳳嬌 (Jennifer Chen)
- Miu Miu: Ji Bao Bei (Baby Ji)

## Indici di ascolto
| Trasmissione | Episodio     | Titolo                                                          | Su scala nazionale | Grado | Picco di ascolti |
| 2008/03/16   | 1            | Vai, Chen Xin Yi!                                               | 2.56               | 2     | 3.27             |
| 2008/03/23   | 2            | Incinta?! Smettila di giocare con me, Cupido!                   | 3.81               | 1     | 4.52             |
| 2008/03/30   | 3            | Cosa?! Il bambino è mio                                         | 5.18               | 1     | 6.77             |
| 2008/04/06   | 4            | Mio dio! Spero di non essere io lo sposo!                       | 4.49               | 1     | 5.83             |
| 2008/04/13   | 5            | Essere la moglie di Ji Cun Xi è duro!                           | 4.77               | 1     | 5.36             |
| 2008/04/20   | 6            | La trappola gentile di Ji Cun Xi                                | 4.67               | 1     | 5.53             |
| 2008/04/27   | 7            | Scusa, mi sbagliavo sul tuo conto...                            | 4.55               | 1     | 5.14             |
| 2008/05/04   | 8            | Per te, sono persino disponibile ad essere una gallina!         | 5.28               | 1     | 5.98             |
| 2008/05/11   | 9            | I sentimenti di Ji Cun Xi... vanno verso un grande cambiamento! | 5.74               | 1     | 6.78             |
| 2008/05/18   | 10           | La felicità è come ghiaccio sottile                             | 5.97               | 1     | 7.84             |
| 2008/05/25   | 11           | La difficoltà di Ji Cun Xi!                                     | 6.71               | 1     | 8.13             |
| 2008/06/01   | 12           | Tutto ritorna a zero...                                         | 7.84               | 1     | 9.23             |
| 2008/06/08   | 13           | Rinascita!                                                      | 8.09               | 1     | 9.77             |
| 2008/06/15   | 14           | Amore a Shanghai                                                | 9.17               | 1     | 10.93            |
| 2008/06/22   | 15           | Impossibile troncare                                            | 9.08               | 1     | 10.98            |
| 2008/06/29   | 16           | Coraggio                                                        | 9.11               | 1     | 11.08            |
| 2008/07/06   | 17           | Perdita di controllo                                            | 9.69               | 1     | 11.25            |
| 2008/07/13   | 18           | Destinato ad incontrare ancora il tuo amore                     | 10.60              | 1     | 12.39            |
| 2008/07/20   | 19           | Un post-it che prova ad essere coraggioso                       | 10.51              | 1     | 12.17            |
| 2008/07/27   | 20           | Una confessione d'amore che salta fuori dopo due anni           | 10.91              | 1     | 13.64            |
| 2008/08/03   | 21           | La felicità arriva dopo la sofferenza                           | 10.38              | 1     | 12.55            |
| 2008/08/10   | 22           | L'amore che meriti                                              | 9.18               | 1     | 11.03            |
| 2008/08/17   | 23           | Sono destinato ad amarti                                        | 10.45              | 1     | 12.69            |
| 2008/08/24   | 24           | L'ultimo post-it di Fated to Love You: è destino che io ti ami  | 9.80               | 1     | 12.14            |
| Indice medio | Indice medio | Indice medio                                                    | 7.45               | 1     | 8.96             |